# Bellevalia aucheri
Bellevalia aucheri  (лат.) — вид однодольных растений рода Бельвалия (Bellevalia) семейства Спаржевые (Asparagaceae). Под текущим таксономическим названием был описан российской учёной-ботаником Агнией Сергеевной Лозина-Лозинской в 1935 году.
Синонимичное название-базионим — Hyacinthus aucheri Baker. Сам таксон в России считается синонимом бельвалии Фомина (Bellevalia fominii).

## Распространение, описание
Эндемик Ирана. Типовой экземпляр собран в городе Исфахан.
Луковичный геофит.